# Desmatodon burmensis
Desmatodon burmensis là một loài rêu trong họ Pottiaceae. Loài này được B.C. Tan & Z. Iwats. mô tả khoa học đầu tiên năm 1993.